# Lijst van senatoren uit West Virginia

Zegel van de staat West Virginia

Dit is een lijst van de senatoren voor de Amerikaanse staat West Virginia. De senatoren voor West Virginia zijn ingedeeld als Klasse I en Klasse II. De twee huidige senatoren voor West Virginia zijn Shelley Moore Capito senator sinds 2015 de (senior senator) en Jim Justice senator sinds 2025 de (junior senator), beiden lid van de Republikeinse Partij.
Prominenten die hebben gediend als senator voor West Virginia zijn onder anderen: Robert Byrd (Democratisch partijleider in de senaat van 1977 tot 1989 en langst dienende senator in de Amerikaanse geschiedenis), Waitman Willey (was eerder senator names Virginia), Henry Davis (genomineerd vicepresidentskandidaat), Stephen Elkins (eerder minister van Oorlog), Nathan Goff (eerder minister van de Marine en rechter voor het hof van Beroep voor het 4e circuit) en Jay Rockefeller (lid van de familie-Rockefeller)
Vijf senatoren voor West Virginia zijn ook gouverneur van West Virginia geweest: Arthur Boreman, Matthew Neely, Henry Hatfield, Joe Manchin, en Jay Rockefeller.

## Klasse I
| Nr.    | Senator voor West Virginia Senator from West Virginia | Senator voor West Virginia Senator from West Virginia | Senator voor West Virginia Senator from West Virginia | Ambtstermijn     | Ambtstermijn     | Partij(en)  | Verkiezing(en) |
| ------ | ----------------------------------------------------- | ----------------------------------------------------- | ----------------------------------------------------- | ---------------- | ---------------- | ----------- | -------------- |
| 1      |                                                       | Peter Van Winkle                                      | Peter Van Winkle (1808–1872)                          | 3 augustus 1863  | 4 maart 1869     | R (1863–64) | 1863           |
| 1      | NU (1864–68)                                          | Peter Van Winkle                                      | Peter Van Winkle (1808–1872)                          | 3 augustus 1863  | 4 maart 1869     |             | 1863           |
| 1      | R (1868–69)                                           | Peter Van Winkle                                      | Peter Van Winkle (1808–1872)                          | 3 augustus 1863  | 4 maart 1869     |             | 1863           |
| 2      |                                                       | Arthur Boreman                                        | Arthur Boreman (1823–1896)                            | 4 maart 1869     | 4 maart 1875     | R           | 1869           |
| 3      |                                                       | Allen Caperton                                        | Allen Caperton (1810–1876)                            | 4 maart 1875     | 26 juli 1876     | D           | 1874           |
| Vacant |                                                       |                                                       |                                                       |                  |                  |             | 1874           |
| 4      |                                                       | Samuel Price                                          | Samuel Price (1805–1884)                              | 26 augustus 1876 | 27 januari 1877  | D           | 1874           |
| Vacant |                                                       |                                                       |                                                       |                  |                  |             | 1874           |
| 5      |                                                       | Frank Hereford                                        | Frank Hereford (1825–1891)                            | 30 januari 1877  | 4 maart 1881     | D           | 1881           |
| 6      |                                                       | Johnson Camden                                        | Johnson Camden (1828–1908)                            | 4 maart 1881     | 4 maart 1887     | D           | 1881           |
| 7      |                                                       | Charles Faulkner II                                   | Charles Faulkner II (1847–1929)                       | 4 maart 1887     | 4 maart 1899     | D           | 1887           |
| 7      | 1893                                                  | Charles Faulkner II                                   | Charles Faulkner II (1847–1929)                       | 4 maart 1887     | 4 maart 1899     | D           |                |
| 8      |                                                       | Nathan Scott                                          | Nathan Scott (1842–1924)                              | 4 maart 1899     | 4 maart 1911     | R           | 1899           |
| 8      | 1905                                                  | Nathan Scott                                          | Nathan Scott (1842–1924)                              | 4 maart 1899     | 4 maart 1911     | R           |                |
| 9      |                                                       | William Chilton                                       | William Chilton (1858–1939)                           | 4 maart 1911     | 4 maart 1917     | D           | 1911           |
| 10     |                                                       | Howard Sutherland                                     | Howard Sutherland (1865–1950)                         | 4 maart 1917     | 4 maart 1923     | R           | 1916           |
| 11     |                                                       | Matthew Neely                                         | Matthew Neely (1874–1958)                             | 4 maart 1923     | 4 maart 1929     | D           | 1922           |
| 12     |                                                       | Henry Hatfield                                        | Henry Hatfield (1875–1962)                            | 4 maart 1929     | 3 januari 1935   | R           | 1956           |
| Vacant | Vacant                                                | Vacant                                                | Vacant                                                | Vacant           | Vacant           | Vacant      | 1934           |
| 13     |                                                       | Rush Holt                                             | Rush Holt (1905–1955)                                 | 19 juni 1935     | 3 januari 1941   | D           | 1934           |
| 14     |                                                       | Harley Kilgore                                        | Harley Kilgore (1893–1956)                            | 3 januari 1941   | 28 februari 1956 | D           | 1940           |
| 14     | 1946                                                  | Harley Kilgore                                        | Harley Kilgore (1893–1956)                            | 3 januari 1941   | 28 februari 1956 | D           |                |
| 14     | 1952                                                  | Harley Kilgore                                        | Harley Kilgore (1893–1956)                            | 3 januari 1941   | 28 februari 1956 | D           |                |
| Vacant |                                                       |                                                       |                                                       |                  |                  |             |                |
| 15     |                                                       | William Laird                                         | William Laird (1916–1974)                             | 14 maart 1956    | 6 november 1956  | D           |                |
| 16     |                                                       | Chapman Revercomb                                     | Chapman Revercomb (1895–1979)                         | 6 november 1956  | 3 januari 1959   | R           | 1956           |
| 17     |                                                       | Robert Byrd                                           | Robert Byrd (1917–2010)                               | 3 januari 1959   | 28 juni 2010     | D           | 1958           |
| 17     | 1964                                                  | Robert Byrd                                           | Robert Byrd (1917–2010)                               | 3 januari 1959   | 28 juni 2010     | D           |                |
| 17     | 1970                                                  | Robert Byrd                                           | Robert Byrd (1917–2010)                               | 3 januari 1959   | 28 juni 2010     | D           |                |
| 17     | 1976                                                  | Robert Byrd                                           | Robert Byrd (1917–2010)                               | 3 januari 1959   | 28 juni 2010     | D           |                |
| 17     | 1982                                                  | Robert Byrd                                           | Robert Byrd (1917–2010)                               | 3 januari 1959   | 28 juni 2010     | D           |                |
| 17     | 1988                                                  | Robert Byrd                                           | Robert Byrd (1917–2010)                               | 3 januari 1959   | 28 juni 2010     | D           |                |
| 17     | 1994                                                  | Robert Byrd                                           | Robert Byrd (1917–2010)                               | 3 januari 1959   | 28 juni 2010     | D           |                |
| 17     | 2000                                                  | Robert Byrd                                           | Robert Byrd (1917–2010)                               | 3 januari 1959   | 28 juni 2010     | D           |                |
| 17     | 2006                                                  | Robert Byrd                                           | Robert Byrd (1917–2010)                               | 3 januari 1959   | 28 juni 2010     | D           |                |
| Vacant |                                                       |                                                       |                                                       |                  |                  |             |                |
| 18     |                                                       | Carte Goodwin                                         | Carte Goodwin (1974)                                  | 15 juli 2010     | 15 november 2010 | D           |                |
| 19     |                                                       | Joe Manchin                                           | Joe Manchin (1947)                                    | 15 november 2010 | 3 januari 2025   | D (2010–24) | 2010           |
| 19     | 2012                                                  | Joe Manchin                                           | Joe Manchin (1947)                                    | 15 november 2010 | 3 januari 2025   | D (2010–24) |                |
| 19     | 2018                                                  | Joe Manchin                                           | Joe Manchin (1947)                                    | 15 november 2010 | 3 januari 2025   | D (2010–24) |                |
| 19     | O (2024–25)                                           | Joe Manchin                                           | Joe Manchin (1947)                                    | 15 november 2010 | 3 januari 2025   |             |                |
| Vacant | Vacant                                                | Vacant                                                | Vacant                                                | Vacant           | Vacant           | Vacant      | 2024           |
| 20     |                                                       | Jim Justice                                           | Jim Justice (1951)                                    | 13 januari 2025  | heden            | R           | 2024           |

## Klasse II
| Nr.    | Senator voor West Virginia Senator from West Virginia | Senator voor West Virginia Senator from West Virginia | Senator voor West Virginia Senator from West Virginia | Ambtstermijn     | Ambtstermijn     | Partij(en)  | Verkiezing(en) |
| ------ | ----------------------------------------------------- | ----------------------------------------------------- | ----------------------------------------------------- | ---------------- | ---------------- | ----------- | -------------- |
| 1      |                                                       | Waitman Willey                                        | Waitman Willey (1811–1900)                            | 3 augustus 1863  | 4 maart 1871     | R (1863–64) | 1863           |
| 1      | NU (1864–68)                                          | Waitman Willey                                        | Waitman Willey (1811–1900)                            | 3 augustus 1863  | 4 maart 1871     |             | 1863           |
| 1      | 1865                                                  | Waitman Willey                                        | Waitman Willey (1811–1900)                            | 3 augustus 1863  | 4 maart 1871     |             |                |
| 1      | R (1868–71)                                           | Waitman Willey                                        | Waitman Willey (1811–1900)                            | 3 augustus 1863  | 4 maart 1871     |             |                |
| 2      |                                                       | Henry Davis                                           | Henry Davis (1823–1816)                               | 4 maart 1871     | 4 maart 1883     | D           | 1871           |
| 2      | 1877                                                  | Henry Davis                                           | Henry Davis (1823–1816)                               | 4 maart 1871     | 4 maart 1883     | D           |                |
| 3      |                                                       | John Kenna                                            | John Kenna (1846–1893)                                | 4 maart 1883     | 11 januari 1893  | D           | 1883           |
| 3      | 1889                                                  | John Kenna                                            | John Kenna (1846–1893)                                | 4 maart 1883     | 11 januari 1893  | D           |                |
| Vacant |                                                       |                                                       |                                                       |                  |                  |             |                |
| 4      |                                                       | Johnson Camden                                        | Johnson Camden (1828–1908)                            | 25 januari 1893  | 4 maart 1895     | D           | 1893           |
| 5      |                                                       | Stephen Elkins                                        | Stephen Elkins (1841–1911)                            | 4 maart 1895     | 4 januari 1911   | R           | 1895           |
| 5      | 1901                                                  | Stephen Elkins                                        | Stephen Elkins (1841–1911)                            | 4 maart 1895     | 4 januari 1911   | R           |                |
| 5      | 1907                                                  | Stephen Elkins                                        | Stephen Elkins (1841–1911)                            | 4 maart 1895     | 4 januari 1911   | R           |                |
| Vacant |                                                       |                                                       |                                                       |                  |                  |             |                |
| 6      |                                                       | Davis Elkins                                          | Davis Elkins (1876–1959)                              | 10 januari 1911  | 1 februari 1911  | R           |                |
| 7      |                                                       | Clarence Watson                                       | Clarence Watson (1864–1940)                           | 1 februari 1911  | 4 maart 1913     | D           | 1911           |
| Vacant |                                                       |                                                       |                                                       |                  |                  |             |                |
| 8      |                                                       | Nathan Goff                                           | Nathan Goff (1843–1920)                               | 1 april 1913     | 4 maart 1919     | R           | 1913           |
| 9      |                                                       | Davis Elkins                                          | Davis Elkins (1876–1959)                              | 4 maart 1919     | 4 maart 1925     | R           | 1918           |
| 10     |                                                       | Guy Goff                                              | Guy Goff (1866–1933)                                  | 4 maart 1925     | 4 maart 1931     | R           | 1924           |
| 11     |                                                       | Matthew Neely                                         | Matthew Neely (1874–1958)                             | 4 maart 1931     | 11 januari 1941  | D           | 1930           |
| 11     | 1936                                                  | Matthew Neely                                         | Matthew Neely (1874–1958)                             | 4 maart 1931     | 11 januari 1941  | D           |                |
| 12     |                                                       | Joseph Rosier                                         | Joseph Rosier (1870–1951)                             | 11 januari 1941  | 18 november 1942 | D           |                |
| 13     |                                                       | Hugh Shott                                            | Hugh Shott (1866–1953)                                | 18 november 1942 | 3 januari 1943   | R           | 1942 (1)       |
| 14     |                                                       | Chapman Revercomb                                     | Chapman Revercomb (1895–1979)                         | 3 januari 1943   | 3 januari 1949   | R           | 1942 (2)       |
| 15     |                                                       | Matthew Neely                                         | Matthew Neely (1874–1958)                             | 3 januari 1949   | 8 januari 1958   | D           | 1948           |
| 15     | 1954                                                  | Matthew Neely                                         | Matthew Neely (1874–1958)                             | 3 januari 1949   | 8 januari 1958   | D           |                |
| Vacant |                                                       |                                                       |                                                       |                  |                  |             |                |
| 16     |                                                       | John Hoblitzell                                       | John Hoblitzell (1912–1962)                           | 25 januari 1958  | 5 november 1958  | R           |                |
| 17     |                                                       | Jennings Randolph                                     | Jennings Randolph (1902–1998)                         | 5 november 1958  | 3 januari 1985   | D           | 1958           |
| 17     | 1960                                                  | Jennings Randolph                                     | Jennings Randolph (1902–1998)                         | 5 november 1958  | 3 januari 1985   | D           |                |
| 17     | 1966                                                  | Jennings Randolph                                     | Jennings Randolph (1902–1998)                         | 5 november 1958  | 3 januari 1985   | D           |                |
| 17     | 1972                                                  | Jennings Randolph                                     | Jennings Randolph (1902–1998)                         | 5 november 1958  | 3 januari 1985   | D           |                |
| 17     | 1978                                                  | Jennings Randolph                                     | Jennings Randolph (1902–1998)                         | 5 november 1958  | 3 januari 1985   | D           |                |
| Vacant | Vacant                                                | Vacant                                                | Vacant                                                | Vacant           | Vacant           | Vacant      | 1984           |
| 18     |                                                       | Jay Rockefeller                                       | Jay Rockefeller (1937)                                | 15 januari 1985  | 3 januari 2015   | D           | 1984           |
| 18     | 1990                                                  | Jay Rockefeller                                       | Jay Rockefeller (1937)                                | 15 januari 1985  | 3 januari 2015   | D           |                |
| 18     | 1996                                                  | Jay Rockefeller                                       | Jay Rockefeller (1937)                                | 15 januari 1985  | 3 januari 2015   | D           |                |
| 18     | 2002                                                  | Jay Rockefeller                                       | Jay Rockefeller (1937)                                | 15 januari 1985  | 3 januari 2015   | D           |                |
| 18     | 2008                                                  | Jay Rockefeller                                       | Jay Rockefeller (1937)                                | 15 januari 1985  | 3 januari 2015   | D           |                |
| 19     |                                                       | Shelley Moore Capito                                  | Shelley Moore Capito (1953)                           | 3 januari 2015   | heden            | R           | 2014           |
| 19     | 2020                                                  | Shelley Moore Capito                                  | Shelley Moore Capito (1953)                           | 3 januari 2015   | heden            | R           |                |